# Jerez Industrial
Der Jerez Industrial Club de Fútbol, bekannt unter der Bezeichnung Jerez Industrial, ist ein spanischer Fußballverein aus der andalusischen Stadt Jerez de la Frontera. Der 1951 gegründete Klub spielt in der Saison 2021/22 in der sechstklassigen Primera División Andaluza.

## Geschichte
Jerez Industrial hat in seiner über 50 Jahre andauernden Geschichte nur ein einziges Mal im Profifußball gespielt. In der Saison 1968/69 stiegen die Andalusier jedoch abgeschlagen als Tabellenletzter wieder aus der Segunda División, der zweiten spanischen Liga ab.

## Stadion
Jerez Industrial spielt im Estadio La Juventud, das eine Kapazität von 8.000 Zuschauern hat.